# Prato allo Stelvio

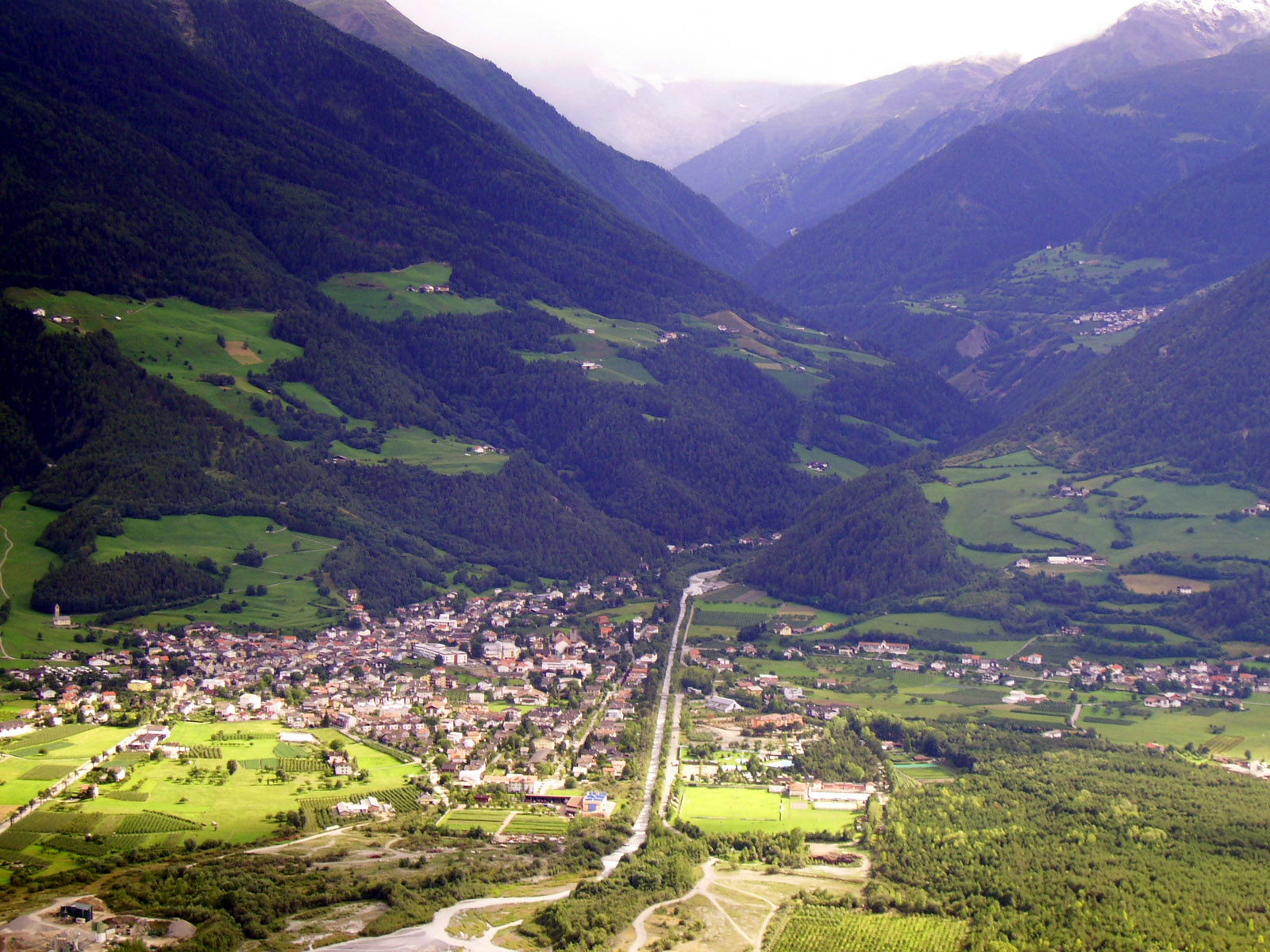
Prad am Stilfser Joch, nhìn từ phía bắc.

Prad am Stilfser Joch tiếng Ý: Prato allo Stelvio; Archaic (1187AD): Prada; Archaic (1953AD): Prato Venosta; tiếng Latin: Prata) là một đô thị ở tỉnh Bolzano-Bozen trong vùng Trentino-Alto Adige/Südtirol của Ý, có vị trí cách khoảng 70 km về phía tây bắc của thành phố Trento và khoảng 60 km west of thành phố Bolzano, tại biên giới với Thụy Sĩ, và gần đèo Stelvio. Tại thời điểm ngày 31 tháng 12 năm 2004, đô thị này có dân số 3.241 người và diện tích là 51,4 km².
Đô thị Prad có các frazione (đơn vị cấp dưới) Montechiaro.
Prad giáp các đô thị: Glurns, Laas, Schluderns, Stilfs, Taufers im Münstertal và Müstair (Thụy Sĩ).